# 沙皇的新娘
《沙皇的新娘》，是俄罗斯音乐教育家兼作曲家里姆斯基-科萨科夫于1898年2月开始创作，并在同年11月完成的抒情心理剧。第一次演出在莫斯科俄罗斯私营歌剧院，时间是1899年10月22日。